# Приз «Справедливой игры»
Приз «Справедливой игры» (аналог приза «За справедливую игру», существовавшего с 1958 года по 1969) был учреждён редакцией журнала «Человек и закон» в 1974 году. Он вручался команде, игроки которой получали в чемпионате СССР и чемпионате России по футболу наименьшее количество предупреждений и удалений. За всю историю приза только один раз (1977) он доставался чемпиону страны.

## Обладатели приза
Чемпионат СССР
| Сезон    | Команда                  | Предупреждения | Игры |
| -------- | ------------------------ | -------------- | ---- |
| 1974     | «Черноморец» (Одесса)    | 4              | 30   |
| 1975     | СКА (Ростов-на-Дону)     | 3              | 30   |
| 1976 (в) | «Заря» (Ворошиловград)   | 1              | 15   |
| 1976 (о) | «Черноморец» (Одесса)    | 2              | 15   |
| 1977     | «Динамо» (Киев)          | 5              | 30   |
| 1978     | «Заря» (Ворошиловград)   | 4              | 30   |
| 1979     | «Заря» (Ворошиловград)   | 1              | 34   |
| 1980     | «Спартак» (Москва)       | 4              | 34   |
| 1981     | «Торпедо» Москва         | 5              | 34   |
| 1982     | «Спартак» (Москва)       | 7              | 34   |
| 1983     | «Пахтакор» (Ташкент)     | 7              | 34   |
| 1984     | «Черноморец» (Одесса)    | 11             | 34   |
| 1985     | «Днепр» (Днепропетровск) |                | 34   |
| 1986     | «Днепр» (Днепропетровск) |                | 30   |
| 1987     | «Шахтёр» (Донецк)        |                | 30   |
| 1988     | «Динамо» (Москва)        |                | 30   |
| 1989     | «Арарат» (Ереван)        |                | 30   |
| 1990     | «Спартак» (Москва)       |                | 24   |
| 1991     | «Черноморец» (Одесса)    |                | 32   |

Чемпионат России
| Сезон | Команда                        |
| ----- | ------------------------------ |
| 1992  | «Локомотив» (Нижний Новгород)  |
| 1993  | «Жемчужина» (Сочи)             |
| 1994  | «Жемчужина» (Сочи)             |
| 1995  | ЦСКА (Москва)                  |
| 1996  | «Крылья Советов» (Самара)      |
| 1997  | «Ротор» (Волгоград)            |
| 1998  | ФК «Тюмень»                    |
| 1999  | «Черноморец» (Новороссийск)    |
| 2000  | «Зенит» (Санкт-Петербург)      |
| 2001  | «Зенит» (Санкт-Петербург)      |
| 2002  | «Шинник» (Ярославль)           |
| 2003  | «Шинник» (Ярославль)           |
| 2004  | «Торпедо» (Москва)             |
| 2005  | «Терек» (Чеченская республика) |
| 2006  | «Крылья Советов» (Самара)      |

Фэйр-плей
С 1997 года в схожей номинации по специальной методикам, разработанной ФИФА и УЕФА, также присуждался «приз Fair Play» (честной игры).
Победитель мог претендовать на участие в еврокубках, в случае попадания России в число лауреатов Рейтинга Fair Play УЕФА.